# Byszew Grabowski (gromada)
Byszew Grabowski (niepoprawnie Byszew k/Grabowa) – dawna gromada, czyli najmniejsza jednostka podziału terytorialnego Polskiej Rzeczypospolitej Ludowej w latach 1954–1972.
Gromady, z gromadzkimi radami narodowymi (GRN) jako organami władzy najniższego stopnia na wsi, funkcjonowały od reformy reorganizującej administrację wiejską przeprowadzonej jesienią 1954 do momentu ich zniesienia z dniem 1 stycznia 1973, tym samym wypierając organizację gminną w latach 1954-1972.
Gromadę Byszew Grabowski siedzibą GRN w Byszewie utworzono – jako jedną z 8759 gromad na obszarze Polski – w powiecie łęczyckim w woj. łódzkim, na mocy uchwały nr 32/54 WRN w Łodzi z dnia 4 października 1954. W skład jednostki weszły obszary dotychczasowych gromad Byszew, Leszno i Piaski, ponadto wieś Goszczędza i parcelacja Goszczędza z dotychczasowej gromady Goszczędza oraz wieś Nagórki z dotychczasowej gromady Nagórki ze zniesionej gminy Grabów w tymże powiecie. Dla gromady ustalono 10 członków gromadzkiej rady narodowej.
Gromadę zniesiono 31 grudnia 1959, a jej obszar włączono do gromady Grabów.
Uwaga: Nie mylić z gromadą Byszew w powiecie łęczyckim/kutnowskim.